# トーマス・バーチ (政治家)
トーマス・バーチ（Thomas Birch、1825年 - 1880年）は、ニュージーランドの政治家。
ダニーデン選出の国会議員として、1869年から1870年まで4期務めた。
1868年から1870年まで第3代ダニーデン市長を務めた。